# オルビフロキサシン
オルビフロキサシン（英：Orbifloxacin（商品名Orbax））は、シェリング・プラウにより販売されている、イヌへの使用が承認されているフルオロキノロン系抗生物質である。